# (1663) van den Bos
(1663) van den Bos est un astéroïde de la ceinture principale découvert le 4 août 1926 par l'astronome Harry Edwin Wood.

## Historique
Le lieu de découverte, par l'astronome Harry Edwin Wood, est Johannesburg (UO).
Sa désignation provisoire, lors de sa découverte le 4 août 1926, était 1926 PE.